# Генотоксичність
Генотоксичність — шкідливість для клітинного генетичного матеріалу, що може вплинути на його цілісність; здатність впливати на структурно-функціональний стан генетичного апарату.
Генотоксичні речовини потенційно мутагенні або канцерогенні, зокрема, здатні привести до генетичної мутації або до розвитку пухлини. До них належать як певні типи хімічних сполук, так і певні типи радіації.